# Tetraponera nitida
Tetraponera nitida é uma espécie de formiga do gênero Tetraponera, pertencente à subfamília Pseudomyrmecinae.